# Сан Хосе дел Верхел С.П.Р. де Р.Л. (Галеана)
Сан Хосе дел Верхел С.П.Р. де Р.Л. (шп. San José del Vergel S.P.R. de R.L.) насеље је у Мексику у савезној држави Нови Леон у општини Галеана. Насеље се налази на надморској висини од 2100 м.

## Становништво
Према подацима из 2005. године у насељу је живело 7 становника.

### Хронологија
| Година       | 2000 | 2005 |
| ------------ | ---- | ---- |
| Становништво | 8    | 7    |

### Попис
| # | Индикатор                        | Вредност |
| - | -------------------------------- | -------- |
| 1 | Укупно појединачних домаћинстава | 1        |